# Teylingen
Teylingen là một đô thị trong tỉnh Zuid-Holland, Hà Lan. Đô thị được lập ngày 1 tháng 1 năm 2006 thông qua việc hợp nhất Sassenheim, Voorhout, và Warmond. Tên được đặt theo lâu đài Teylingen tọa lạc ở rìa bắc Sassenheim,  Voorhout.
Đô thị này giáp Noordwijkerhout và Lisse về phía bắc, Haarlemmermeer và Alkemade về phía đông, Leiderdorp và Leiden về phía nam, và Oegstgeest và Katwijk về phía tây. Kagerplassen nằm ở phía của Sassenheim.

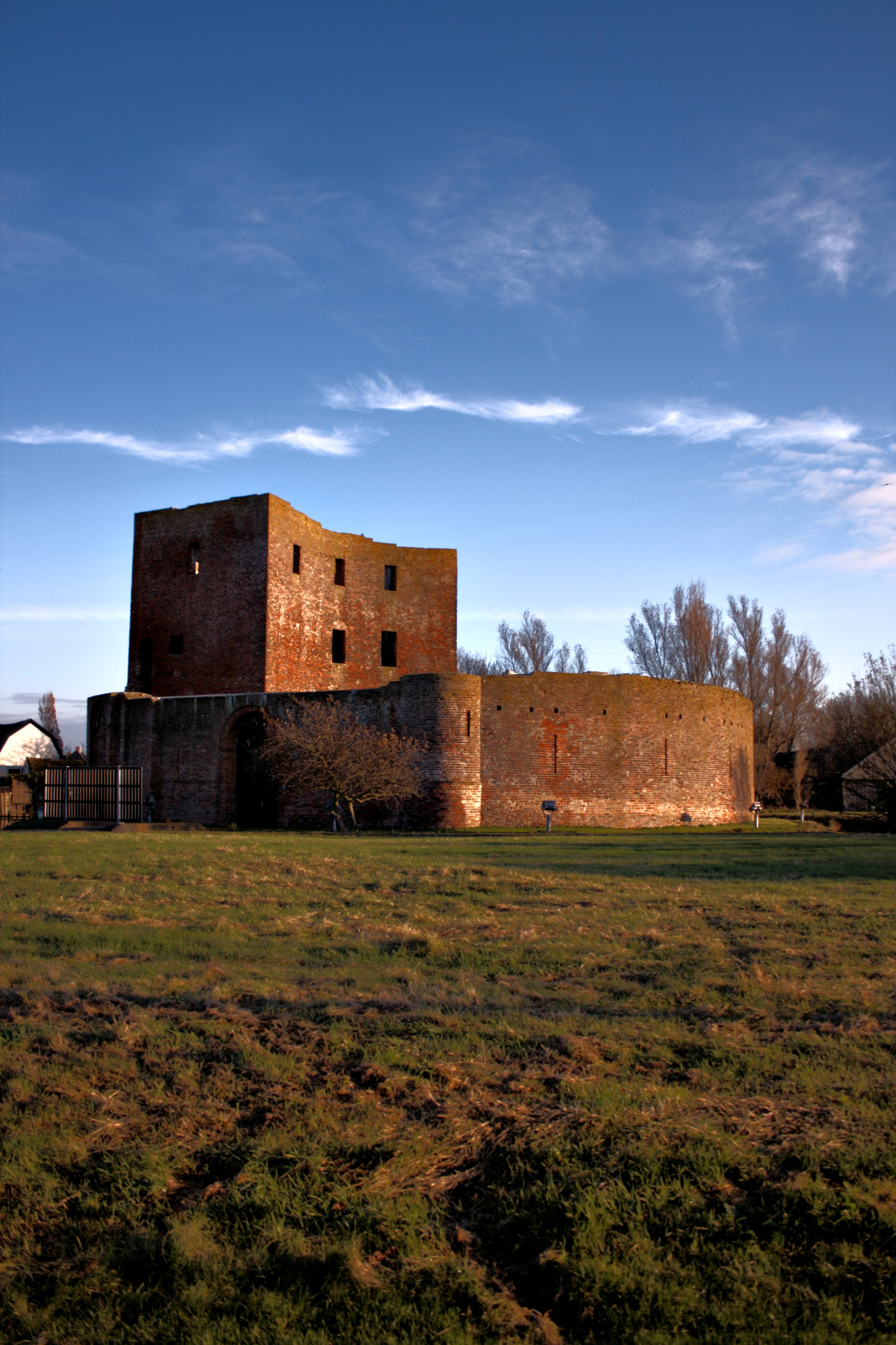
Tàn tích Teylingen.

## Các trung tâm dân cư
- Sassenheim – nơi đặt tòa thị chính
- Teijlingen
- Voorhout
- Warmond